# 쉬리안스카 FC
쉬리안스카 FC(Syrianska FC)는 1977년에 창단된 스웨덴 쇠데르텔리에의 축구 클럽으로, 현재 알스벤스칸에서 활동하고 있다.
쉬리안스카 FC는 시리아계와 터키계 아시리아인들이 중심이 되어 창단된 클럽이며 2010 수페레탄 시즌에서 1위를 차지, 알스벤스칸으로 승격된다.

## 선수 명단

### 현역
참고: FIFA 자격 규정에 따라 소속된 국가대표팀 국기를 표시합니다. 선수는 복수의 FIFA 비회원국 국적을 가지고 있을 수 있습니다.
| 번호 | 포지션 | 국적 | 이름 |
| ---- | ------ | ---- | ---- |

| 번호 | 포지션 | 국적 | 이름      |
| ---- | ------ | ---- | --------- |
| -    | DF     |      | 아담 카사 |

## 같이 보기
- 아쉬리스카 FF